# Механізація крила

1 — Вінглет.
2 — Елерон.
3 — Високошвидкісний елерон
4 — Балки закрилок.
5 — Krueger flaps.
6 — Передкрилки.
7 — Закрилок.
8 — Закрилок.
9 — Інтерцептор.
10 — Спойлер.

Механіза́ція крила́ — сукупність пристроїв у передній або задній частині крила, для зміни його аеродинамічних характеристик. Робота всіх елементів механізації крила, ґрунтується на керуванні прикордонним шаром на поверхні крила й зміні кривини профілю.

## Завдання

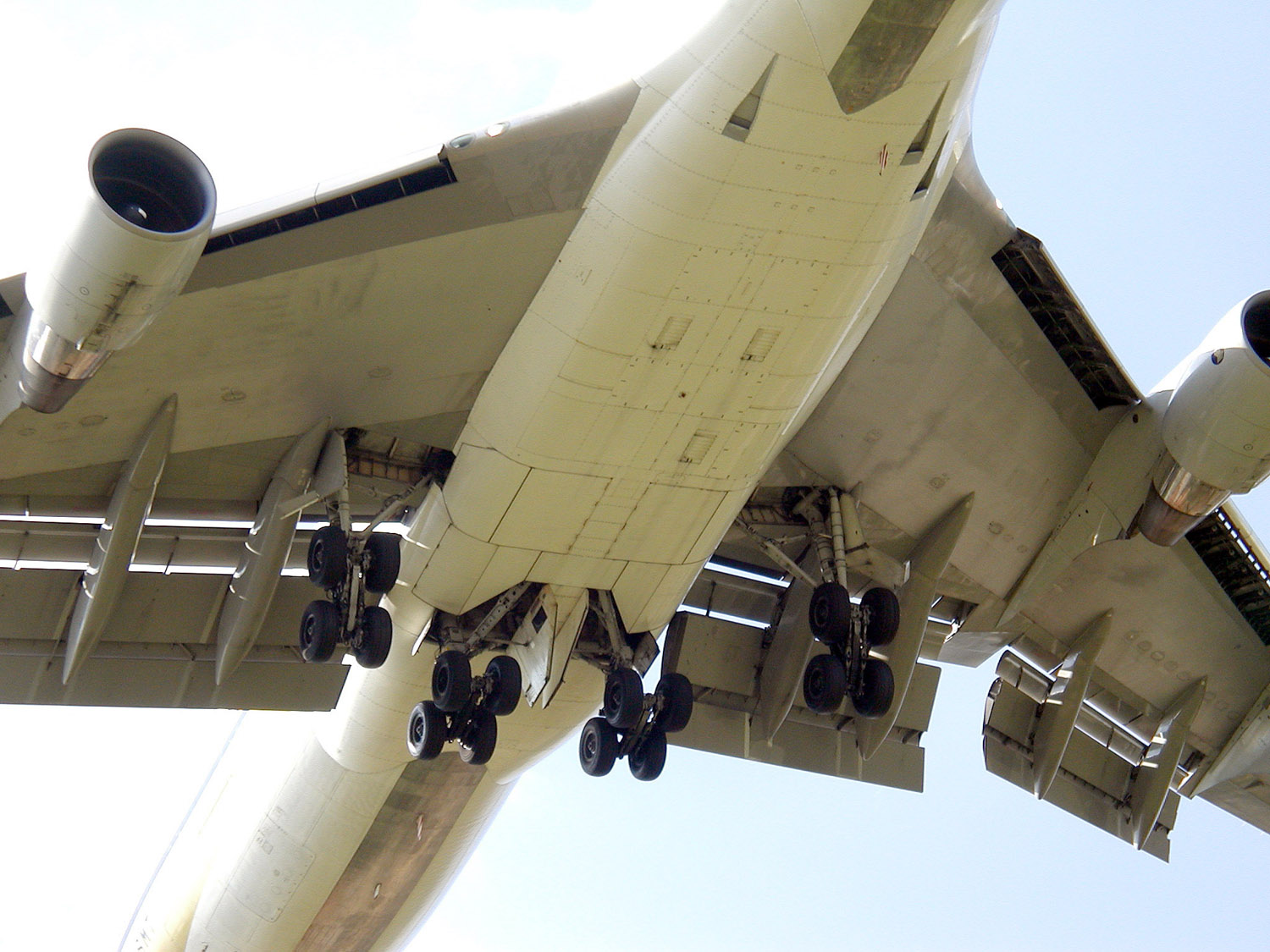
Випущені закрилки і передкрилки.

Літаки у своїй будові обов'язково мають механізацію крила, яка призначена для підвищення продуктивності для кожного певного випадку.
Одним з найважливіших завдань механізації, є забезпечення регулювання розміру крила; більше крило забезпечить більшу підіймальну силу і зменшить злітно-посадкову дистанцію, але збільшить опір під час крейсерського польоту і тим самим приведе до зниження паливної ефективності. Щоби зменшити різницю між цими двома цілями, використовують пристрої механізації крила.
Механізація крила дозволяє поліпшити злітно-посадкові й маневрові характеристики літального апарата, збільшити його корисне навантаження й підвищити безпеку польоту. Механізація крила забезпечує підвищення загальної підіймальної сили як за рахунок підвищення підіймальної сили основної частини крила, так і завдяки підіймальній силі елементів механізації. Підіймальна сила механізованого крила на злітно-посадкових кутах атаки може бути в 2-3 рази вища підіймальної сили крила без механізації.
Елементами механізації передньої частини крила є: поворотні носки, передкрилки, носові щитки, щитки Крюгера і їхні поєднання. Елементами механізації задньої частини крила є: поворотні закрилки, щілинні закрилки (без висування, висувні одно-, двох-, три-щілинні), закрилки Фаулера, поворотні та ковзні.

## Функції

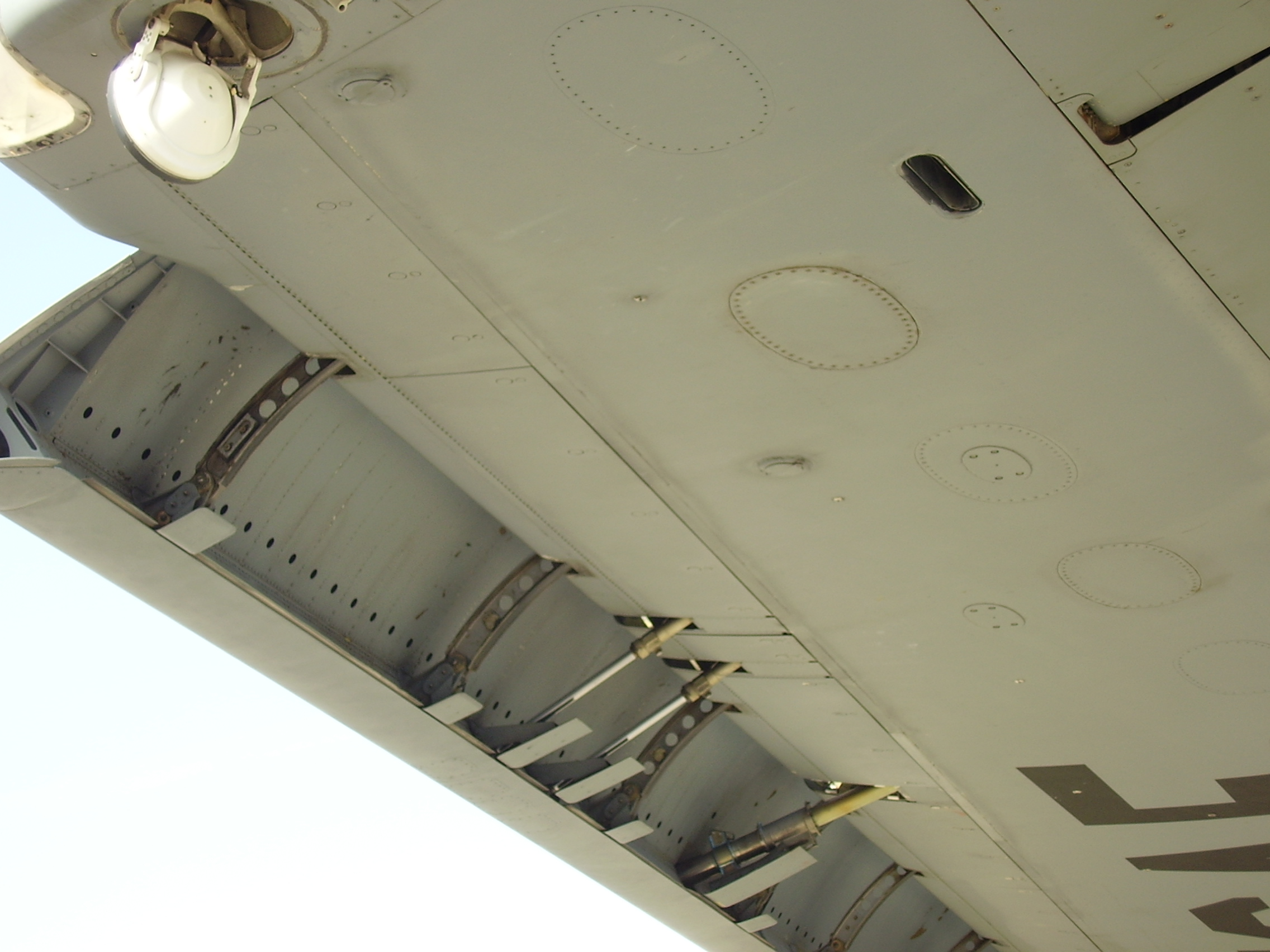
Випущені передкрилки.

Елементи механізації передньої частини крила забезпечують усунення зриву потоку на крилі при більших кутах атаки, тобто підвищують критичні кути атаки літального апарата. Найефективнішими елементами механізації передньої крайки є передкрилки, які автоматично відхиляються при виході літака на більші кути атаки. В 1939–1945 роках на літаках із прямими крилами використовувалися некеровані передкрилки, котрі автоматично відхилялися при виході літака на більші кути атаки. Застосовувалися також передкрилки, які жорстко пов'язані з носком крила й утворюють з ним у польоті нерегульовану щілину. Останнім часом на літаках, стали застосовуватися передкрилки й щитки Крюгера, керування якими синхронно пов'язане з керуванням закрилками.
Найдієвішими й найрозповсюдженішими елементами механізації задньої частини крила, є щілинні висувні закрилки (вони збільшують кривину й площу тримальної поверхні. В 1939–1945 роках через простоту впровадження, найбільше поширення мали прості (поворотні) щитки, пізніше — одно-, двох- і три-щілинні висувні закрилки.